# Aeroport d'El Hierro
L'aeroport d'El Hierro (en castellà: aeropuerto de El Hierro; codi IATA: VDE, codi OACI: GCHI) va ser inaugurat el desembre de 1972. Es troba al terme municipal de Valverde, a l'illa d'El Hierro (Canàries). Es denomina Aeroport dels crancs (en castellà, Aeropuerto de los cangrejos) i, tot i l'horari limitat d'obertura des de les 6 h fins a les 19 h, l'any 2007 va ser l'aeroport que va registrar el creixement més elevat de les Canàries, amb un augment del 7,8%, la qual cosa representa uns 13.318 passatgers més que el 2006.
El trànsit aeri és nacional, i l'origen/destinació és majoritàriament l'aeroport de Tenerife Nord i, en menor mesura, el de Gran Canària i de La Palma. L'any 2011, l'aeroport va registrar un tràfic de 170.225 passatgers, 4.674 operacions i 135 tones de mercaderies.

## Història
El 12 de desembre de 1955 es produeix el primer esdeveniment aeronàutic registrat a l'illa d'El Hierro. Es tracta també de la primera operació de salvament que realitza en SAR a Canàries, acudint a l'illa per evacuar a una persona malalta. Davant la necessitat que l'illa tingués un aeroport operatiu, en 1962 s'inicien els estudis per localitzar el millor lloc on situar-ho, però l'orografia de l'illa no ofereix molts llocs acceptables per a aquesta funció. Finalment, s'escull una zona costanera denominada el "Llano de los cangrejos", situada en nord-est de l'illa i propera a la capital, Valverde.
Les obres per construir les instal·lacions van començar a la fi de 1968, amb la construcció d'una pista (16-34), una terminal per a passatgers i una plataforma per a aeronaus. Per a la construcció del centre d'emissors, va caldre esperar fins a 1972, i una vegada finalitzades totes les obres s'inaugura l'aeroport l'11 de desembre d'aquest mateix any, dedicant-se al tràfic aeri civil nacional de passatgers i mercaderies, i queda classificat com un aeroport de tercera categoria. L'avió que oficialment va inaugurar l'aeroport va ser un DC-3 militar, en el qual anava el ministre Julio Salvador i Díaz-Benjumea, encara que uns dies abans, una avioneta Donier Do-27 de l'exèrcit de l'aire havia pres terra també a l'illa.
La primera connexió aèria regular va ser oberta per Iberia, començant amb les operacions el 19 de desembre de 1972, amb un avió Fokker F-27 que feia la ruta des de Tenerife Nord (Aeroport de los Rodeos) fins El Hierro, tripulat pel comandant de Tenerife Vicente Ramos Hernández..; Entre 1989 i 1990 es construeix una nova torre de control en el costat oest de la pista d'aterratge, procedint a la demolició de l'antiga, al mateix temps que es procedia amb les obres de renovació de la terminal de passatgers.
El juliol del 1992, la ruta Tenerife Nord - El Hierro passa a ser gestionada per la companyia Binter Canàries que empra avions ATR-72, per la qual cosa es fa necessari augmentar la longitud de la pista fins als 1205 metres. Aquestes obres van començar en 1991 i van acabar un any després. I, finalment, en 1996 es va iniciar la construcció d'una nova terminal, d'uns 3.000 metres quadrats aproximadament, un gran canvi en comparació de l'antiga (de 600 metres quadrats), la qual cosa va poder permetre que el tràfic aeri i el nombre de passatgers augmentés al llarg del temps.

## Torre de control
La torre de control de l'aeroport de El Hierro està situada en la part occidental de la pista. En el costat oposat a la terminal. En ella desenvolupen el seu treball el controlador aeri i els tècnics de manteniment. L'any 2008 l'aeroport de El Hierro inicia els treballs per renovar la torre de control i modernitzar les seves instal·lacions. Actualment compta amb el sistema SACTA 3.5, que permet la visualització de dades radar, i amb els equips de veu CD-30.

## Serveis per a avions
- Aeroport de categoria 2-C (OACI), Aeroport de tercera categoria.
- Sistemes d'instrumentació d'aterratge: VFR amb PAPI en ambdues capçaleres.
- Serveis d'extinció d'incendis: Dotat de vehicles d'intervenció i equips d'emergència.

## Serveis als passatgers
- Serveis bancaris:
  - Caixer automàtic
- Punt d'informació:
  - Informació de l'aeroport
  - Informació turística
- Objectes perduts
- Parc infantil
- Tenda de l'aeroport
- Lloguer de cotxes

## Aerolínies i destinacions
A causa del cessament d'operacions de la companyia islas Airways, actualment l'única companyia aèria que presata serveis regulars a l'illa de El Hierro és BinterCanarias:
| Aerolínia                        | Destinació   | Aeronau | Freqüència |
| -------------------------------- | ------------ | ------- | ---------- |
| Binter Canàries operat per Naysa | Gran Canària | ATR 72  | Diària     |
| Tenerife Nord                    | ATR 72       | Diària  |            |

## Clima
El clima és desèrtic (BWh).